# (18334) Дроздов
(18334) Дроздов (лат. Drozdov) — типичный астероид главного пояса, открыт 2 сентября 1987 года советским астрономом Людмилой Карачкиной в Крымской астрофизической обсерватории и 18 марта 2003 года назван в честь учёного и телеведущего Николая Дроздова.

## Обнаружение и именование
(18334) Дроздов
Открыт 2 сентября 1987 года в Крымской астрофизической обсерватории Л. Г. Карачкиной.
Николай Николаевич Дроздов (р. 1937) — российский профессор биологии, автор и главный продюсер очень популярной телепрограммы «В мире животных».
Оригинальный текст (англ.)18334 Drozdov
Discovered 1987 Sept. 2 by L. G. Karachkina at the Crimean Astrophysical Observatory.
Nikolaj Nikolaevich Drozdov (b. 1937) is a Russian professor of biology and the author and chief producer of very popular TV program V mire zhivotnykh ("In the World of Animals").
Источники: WGSBN Bull. 3, #14, #5; M.P.C. 48159.

## Орбита

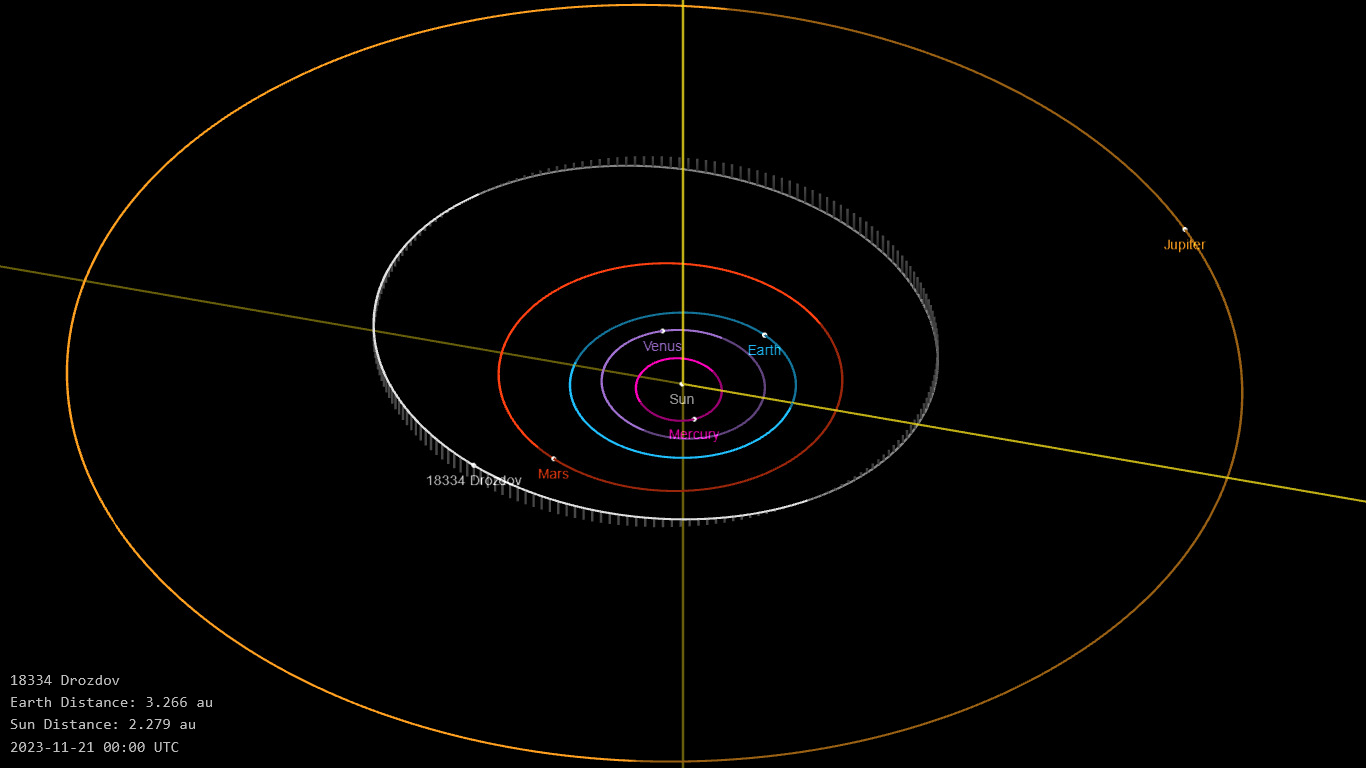
Орбита астероида Дроздов и его положение в Солнечной системе

## Физические характеристики
Астероид относится к таксономическому классу S.
По результатам наблюдений в видимом и ближнем инфракрасном диапазоне космического телескопа NEOWISE диаметр астероида оценивался равным 4,204±0,806 км. Согласно тем же источникам альбедо оценивается как 0,3309±0,0948 и 0,331±0,095.